# پیرن (ترکیب آلی)
پیرن یک هیدروکربن آروماتیک چند‎حلقه (PAH) متشکل از چهار حلقه بنزن به هم متصل در یک ساختار تخت می باشد. فرمول شیمیایی آن C
16H
10 بوده و به صورت یک ماده جامد زرد رنگ می باشد. پیرن در هنگام احتراق ناقص ترکیبات آلی تشکیل می شود. 